# HMS Ocelot (S17)
Pour les articles homonymes, voir Ocelot (homonymie).
Le HMS Ocelot (pennant number : S01) est un sous-marin britannique de classe Oberon de la Royal Navy.

## Conception
La classe Oberon était une suite directe de la classe Porpoise, avec les mêmes dimensions et la même conception externe, mais des mises à jour de l'équipement et des accessoires internes, et une qualité d'acier supérieure utilisée pour la fabrication de la coque pressurisée.
Conçus pour le service britannique, les sous-marins de classe Oberon mesuraient 241 pieds (73 m) de longueur entre perpendiculaires et 295,2 pieds (90 m) de longueur hors-tout, avec un maître-bau de 26,5 pieds (8,1 m) et un tirant d'eau de 18 pieds (5,5 m). Le déplacement standard était de 1 610 tonnes ; à pleine charge, il était de 2 030 tonnes en surface et 2 410 tonnes en immersion. Les machines de propulsion comprenaient 2 générateurs diesel Admiralty Standard Range 16 VTS et deux moteurs électriques de 3000 chevaux-vapeur (2 200 kW), chacun entraînant une hélice tripale de 7 pieds (2,1 m) de diamètre allant jusqu'à 400 tours par minute. La vitesse maximale était de 17 nœuds (31 km/h) en immersion et de 12 nœuds (22 km/h) en surface. Huit tubes lance-torpilles de 21 pouces (533 mm) étaient installés, six tournés vers l'avant, deux vers l'arrière, avec une dotation totale de 24 torpilles. Les bateaux étaient équipés de sonars de type 186 et de type 187 et d'un radar de recherche de surface en bande I. L'effectif standard était de 68 hommes, 6 officiers et 62 marins.

## Engagements
Le HMS Ocelot a été construit par l’arsenal de Chatham Dockyard. Sa quille a été posée le 17 novembre 1960 et il a été lancé le 5 mai 1962. Il est mis en service dans la Royal Navy le 31 janvier 1964. Le HMS Ocelot a été le dernier sous-marin construit pour la Royal Navy à l’arsenal de Chatham. Trois autres sous-marins classe Oberon y ont été construits ensuite, les NCSM Ojibwa, Onondaga et Okanagan, mais ils étaient pour la Marine royale canadienne.
Après sa mise en service, le HMS Ocelot a été affecté à la 3e escadrille de sous-marins, basée à la HMNB Clyde, à Faslane, où il a servi pendant trois ans.
Dans les années 1960, le Ocelot participe à des missions clandestines. Le Ocelot a participé à la Revue navale au large de Spithead pour le Jubilé d'argent de la reine en 1977, alors qu’il faisait partie de la flottille sous-marine.
Le HMS Ocelot a été mis en vente en août 1991, alors que la flotte de sous-marins conventionnels de la Royal Navy commençait à décliner, laissant place à la flotte nucléaire. Il a été vendu en 1992 et conservé comme navire musée, entièrement visitable, à l’arsenal historique de Chatham Dockyard.

## Galerie

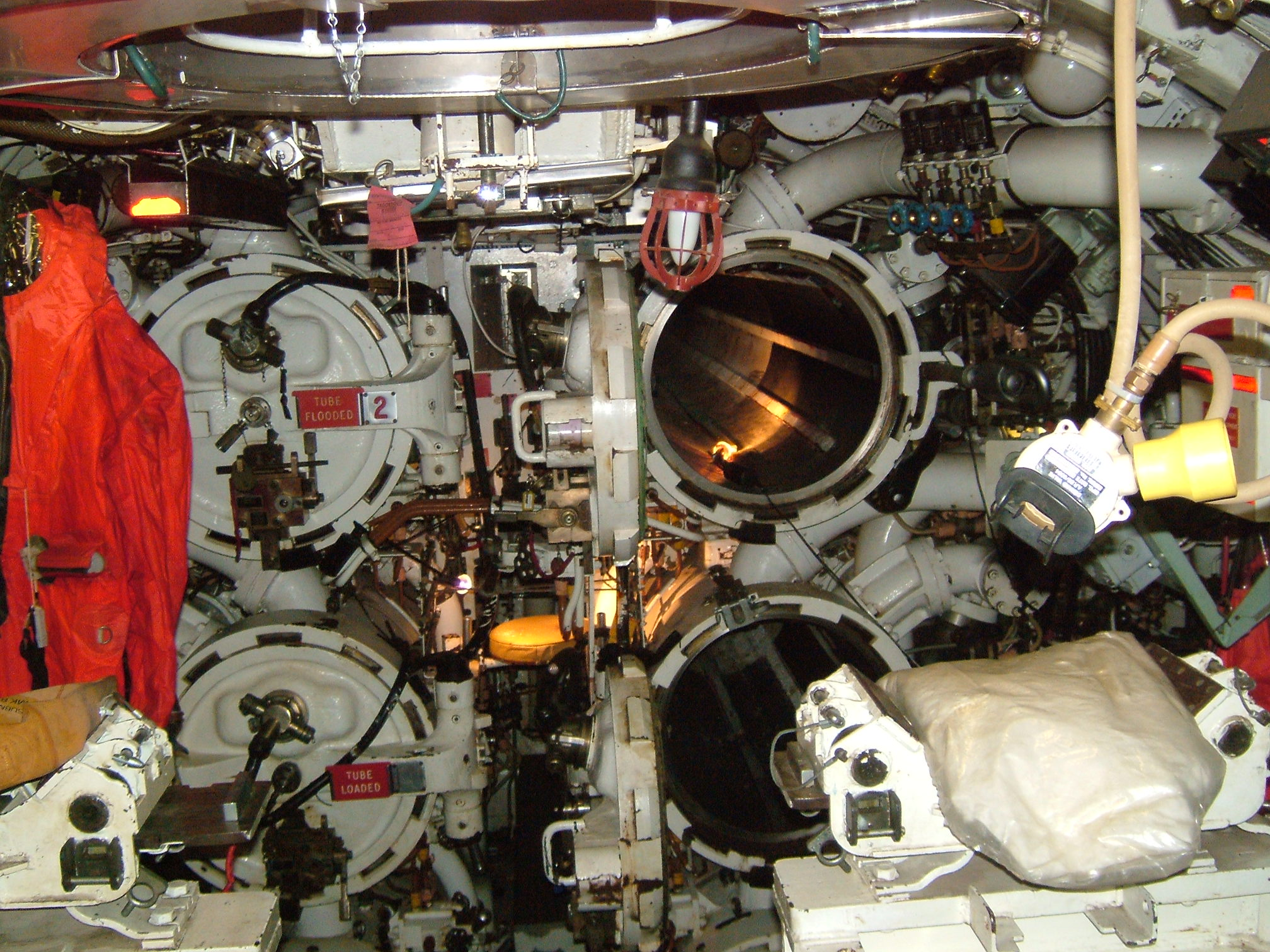
Tubes lance-torpille et trappe d’évacuation.
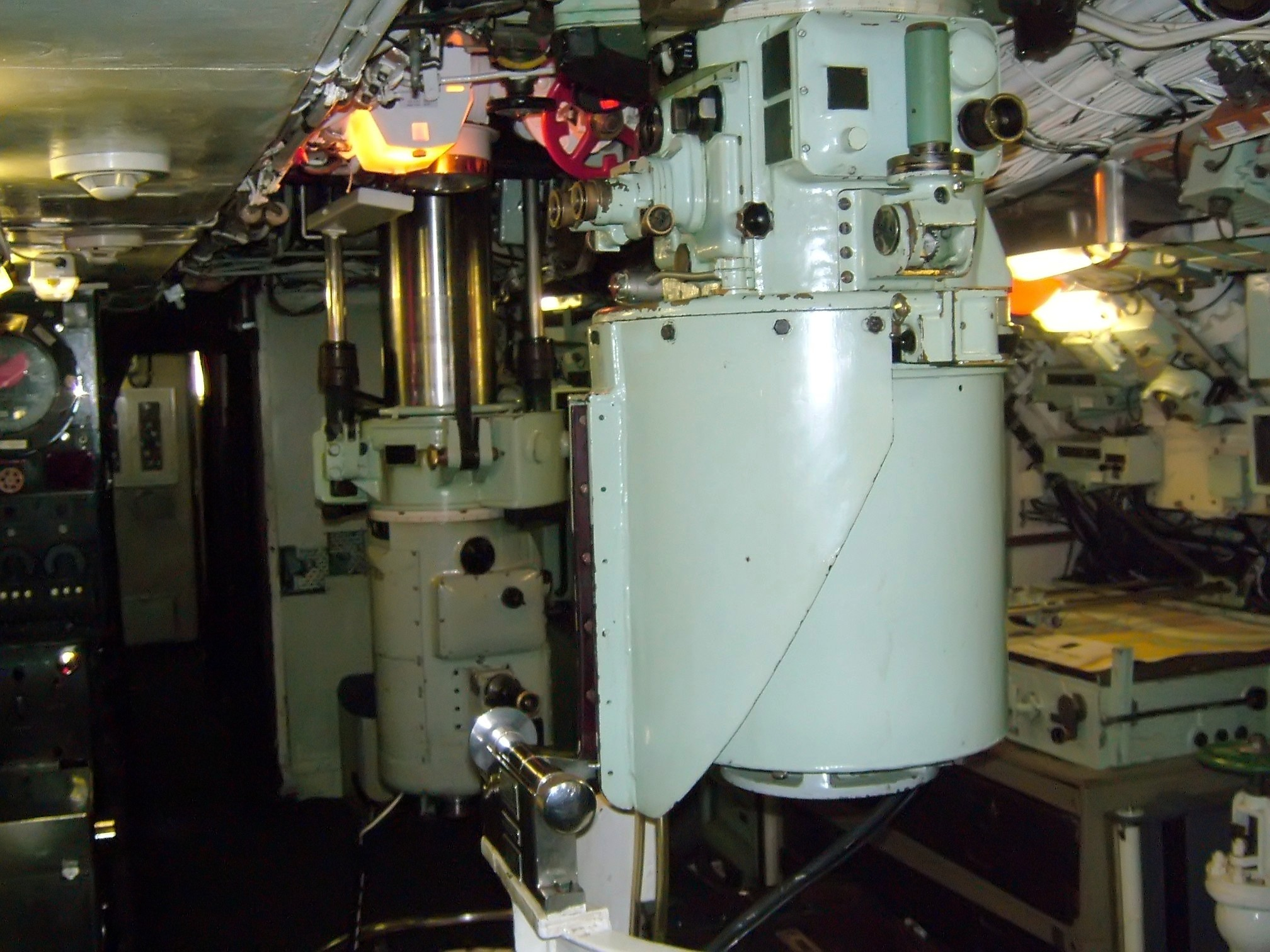
Le périscope de recherche et le périscope d’attaque.
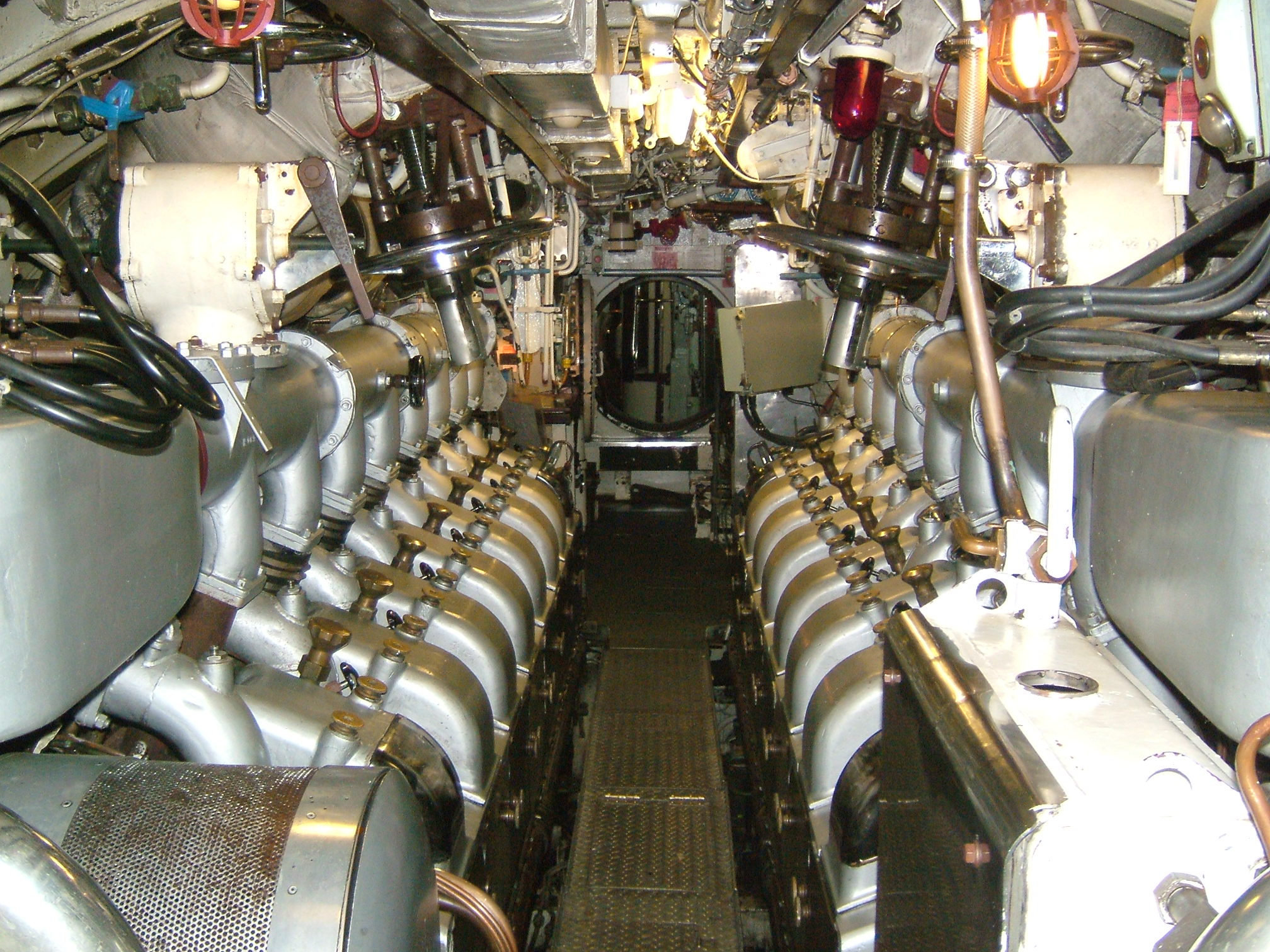
Les moteurs Diesel rechargent les batteries afin que le sous-marin puisse naviguer silencieusement à l’aide de ses moteurs électriques.